# Димитър Берберовски
Димитър Берберовски с псевдоним Така, Ефтим, Бербер-Климе е югославски участник на комунистическата съпротива във Вардарска Македония.

## Биография
Подена е на 23 юни 1921 година в град Крушево. През февруари 1942 година става член на Югославската комунистическа партия. От 16 април до края ноември 1942 година влиза в Крушевския народоосвободителен партизански отряд „Питу Гули“. През март 1943 година влиза в Гостиварския народоосвободителен партизански отряд, а по-късно Кичевско-мавровския народоосвободителен партизански отряд, народоосвободителен батальон „Мирче Ацев“. След това е заместник-командир на Първа оперативна зона на НОВ и ПОМ, военен ръководител на първа македонско-косовска ударна бригада и командир на чета в рамките на Втора македонска ударна бригада. Убит е на 18 януари 1944 година в сражение с немските сили.